# Pyrgion menippusalis
Pyrgion menippusalis är en fjärilsart som beskrevs av Druce. Pyrgion menippusalis ingår i släktet Pyrgion och familjen nattflyn. Inga underarter finns listade.